# Salpidema testaceonotata
Salpidema testaceonotata is een keversoort uit de familie platsnuitkevers (Salpingidae). De wetenschappelijke naam van de soort werd in 1939 gepubliceerd door Maurice Pic.